# Дальність видимості по ЗПС

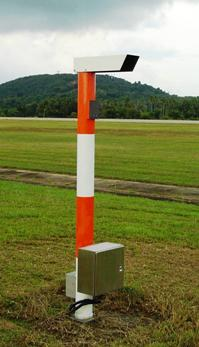
Трансмісометр надає дані RVR

Д́альність в́идимості по ЗПС (англ. Runway visual range RVR) ― в авіаційній метеорології відстань, на яку екіпаж ПС на центролінії ЗПС здатен розрізняти поверхневе маркування, що позначає саму смугу чи її центролінію. RVR переважно вимірюється в футах чи метрах, використовується для визначення умов посадки/злету, а також є одним з робочих параметрів, що використовується в аеропорту. 
Згідно чинного законодавства України дальність видимості на злітно-посадковій  смузі (ЗПС)  ― відстань, у межах якої пілот повітряного судна, що знаходиться на осьовій  лінії ЗПС, може бачити маркування покриття ЗПС або вогні, що обмежують ЗПС або позначають її осьову лінію.

## Вимірювання
Первинно RVR заміряла людина, що оглядала вогні ЗПС з верхівки траспортного засобу на порозі ЗПС, або шляхом огляду спеціально зміщених по куту вогнів з диспетчерської вежі. Число видимих вогнів можна було трактувати прямо пропорційно збільшенню RVR. Таке відоме як метод спостереження людиною (англ. human observer method) і надалі може використовуватись як резервний спосіб інформації.
В наші дні більшість аеропортів використовують інструментальний RVR або IRVR, що вимірюється скатерометрами з порівняно простим способом встановлення та рівнем інтеграції (в якості відокремлених пристроїв, встановлених у важливих місцях вздовж ЗПС) або трансмісометри, що встановлюються з одного краю ЗПС. Переважно встановлюють три трансмісометри: два ― з кожного торця ЗПС та один ― посередині.
Так як IRVR отримують не шляхом фізичного огляду місцевості, ці дані не є найбільш зручними для пілота для розуміння ситуації на смузі, особливо, коли туман швидко зміщується і передавати та оцінювати потрібно одночасно кілька змінних параметрів в окремо вибраній точці.
Для прикладу, на двокілометровій ЗПС результати замірів IRVR у точках торкання, серединній та точці початку пробігу можуть становити 700 м, 400 м та 900 м. Якщо істинний RVR в точці торкання (300 м від порогу) становить згідно з доповіддю 700 м, тоді пілот очікує побачити вогні через 700 м на середині ЗПС. Якщо екіпаж рухатиметься до серединної точки і погляне назад через ту саму масу повітря, тоді він повинен бачити вогні в точці торкання ЗПС. Однак, оскільки RVR на серединній точці повідомлене як 400 м, то через 700 м вогні не побачити. Аналогічно екіпаж не побачить вогні в точці початку пробігу. Але, згідно з RVR, на точці початку пробігу у 900 м вогні буде видно щонайменше протягом 200 крайніх метрів.

## Використання
RVR застосовують як основний критерій для мінімумів при інструментальних заходах, так як в більшості випадків екіпаж повинен встановити зоровий контакт зі смугою для завершення посадки. Максимальне значення RVR ― 2 км або 6000 футів, усі більші значення неважливі і не доповідаються. Дані RVR включаються у METAR та передаються авіадиспетчером на борт для оцінки здатності екіпажу здійснити захід та посадку за існуючих погодних умов.
RVR є також головним чинником для визначення категорії засобів для інструментальної посадки в умовах поганої видимості. 

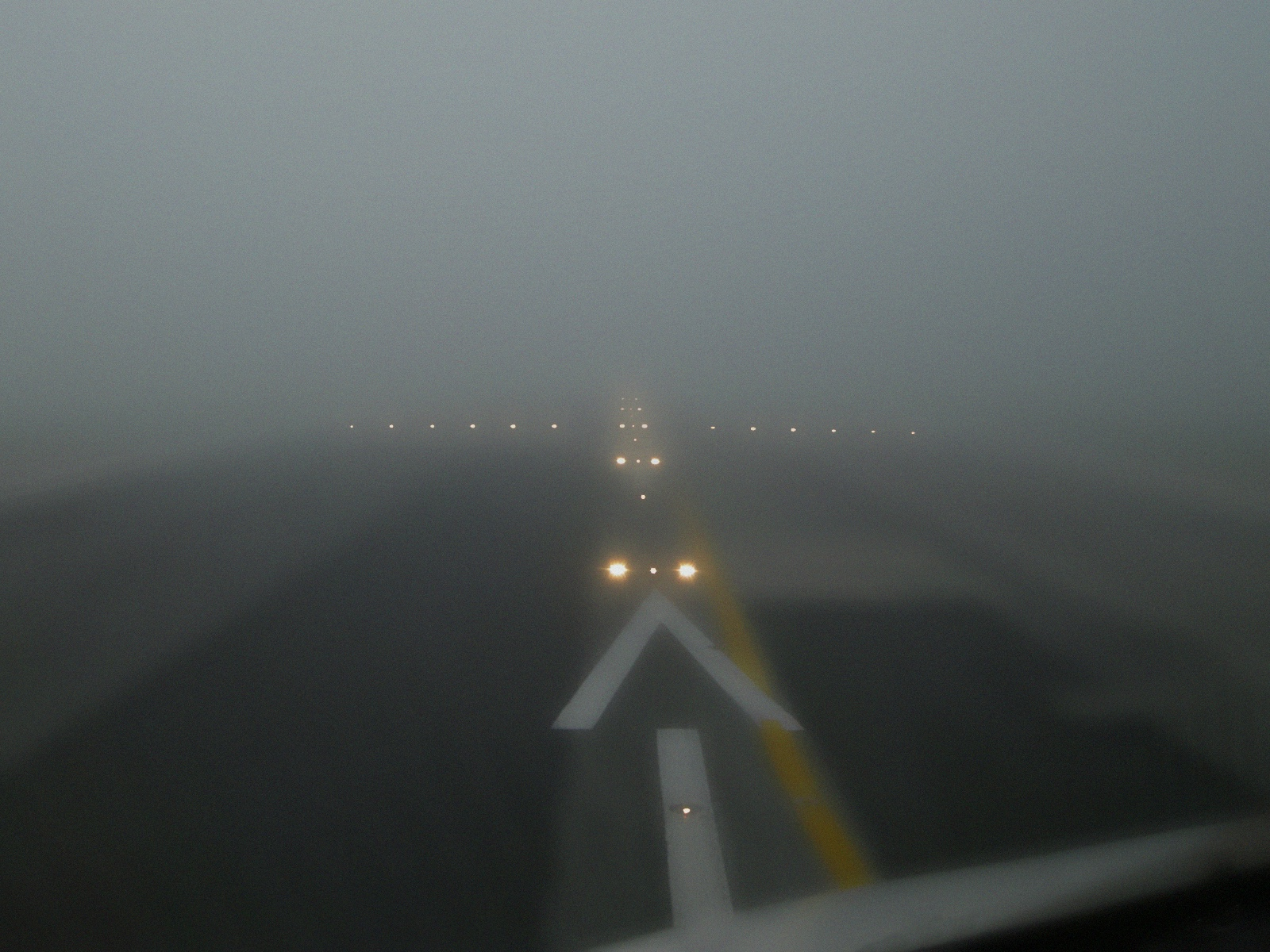
Видимість RVR 200 м в Лісабоні ЗПС 21
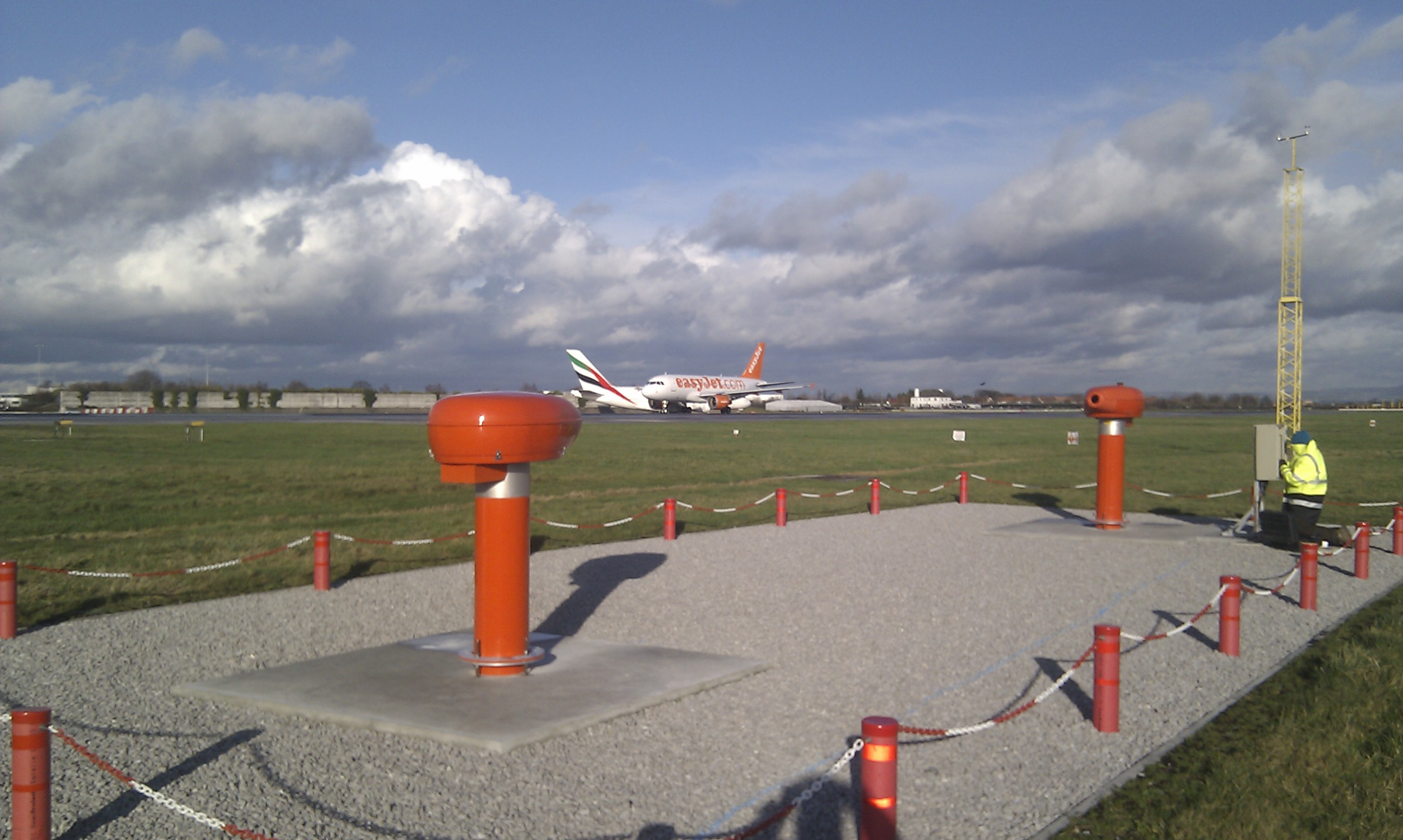
Трансмісометр та рефлектор (AGIVIS 2000 RVR System)
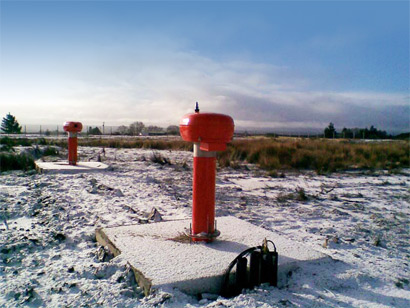
Трансмісометр та рефлектор (AGIVIS 2000 RVR System)
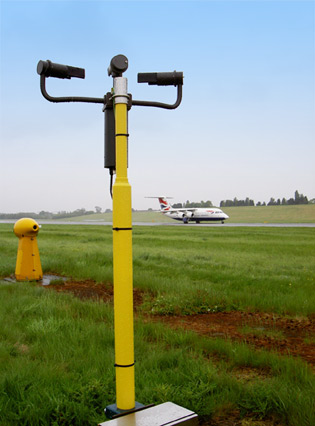
Скатерометр AGVIS FSI
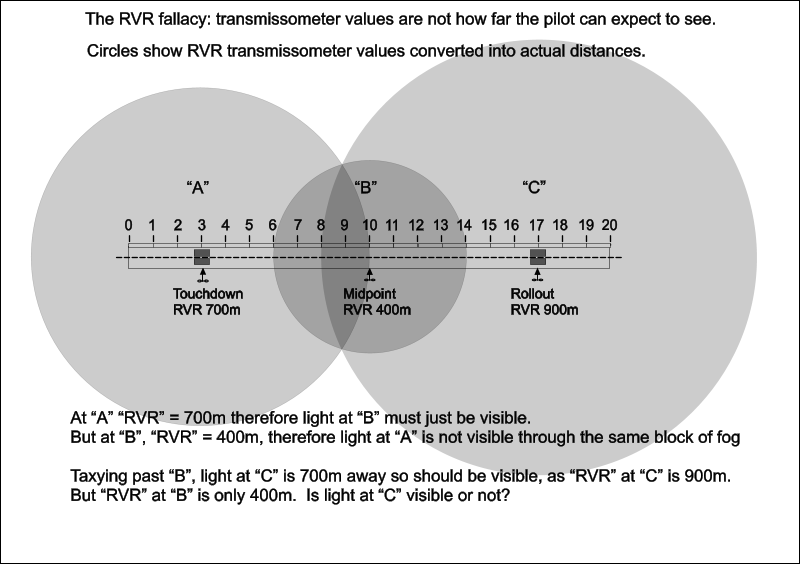
Діаграма демонстрації істинності вихідних даних трансмісометра за різних умов

## Поклики
- FAA - Lighting Systems Group [Архівовано 30 червня 2017 у Wayback Machine.]
- Transport Canada - Canadian RVR Monitors [Архівовано 19 грудня 2006 у Wayback Machine.]
- FAA - American RVR Monitors [Архівовано 30 грудня 2017 у Wayback Machine.]